# Kazimierz Stanisław Dąbrowski
Kazimierz Stanisław Dąbrowski herbu Junosza (ur. 6 stycznia 1647 w Krakowie - zm. ok. 1700) – podkomorzy wileński w latach 1688–1700, chorąży wileński w 1688 roku, podstoli wileński w latach 1679–1685, pisarz grodzki wileński w latach 1670–1681, cześnik wileński w latach 1663–1679, pisarz pokojowy Jego Królewskiej Mości.
Był posłem powiatu wileńskiego województwa wileńskiego na sejm nadzwyczajny 1672 roku. Poseł sejmiku wileńskiego na sejm 1681 roku, sejm zwyczajny 1688 roku, sejm nadzwyczajny 1688/1689 roku, sejm 1690 roku, sejm zwyczajny 1692/1693 roku, sejm nadzwyczajny 1693 roku, sejm 1695 roku, poseł sejmiku smoleńskiego na sejm 1685 roku, poseł sejmiku liwskiego na sejm 1678/1679 roku, poseł na sejm 1677 roku. Deputat do konstytucji z Wielkiego Księstwa Litewskiego. Poseł sejmiku wileńskiego na sejm konwokacyjny 1696 roku. Po zerwanym sejmie konwokacyjnym przystąpił do kofederacji generalnej w 1696 roku.
Był elektorem Jana III Sobieskiego w 1674 roku i Augusta II Mocnego w 1697 roku z województwa wileńskiego. 
Z jego powodu zerwano sejm 1688 roku, jeszcze przed wyborem marszałka - zrobił to regalista  Stanisław Makowiecki stolnik podolski.